# Dolno Perovo
Dolno Perovo (macedónul: Долно Перово) település Észak-Macedóniában, a Pelagonijai körzet Reszeni járásában.

## Népesség
| Lakosok száma | 410  | 434  | 428  | 351  | 331  | 209  | 213  | 175  | 111  |
|               | 1948 | 1953 | 1961 | 1971 | 1981 | 1991 | 1994 | 2002 | 2021 |

- 2002-ben 175 lakosa volt, akik mindannyian macedónok.